# Passiè Paulus
Gai Passiè Paulus Properci Bles (llatí: Gaius Passienus C. f. Serg. Paullus Propertius Blaesus) fou un amic de Plini el Jove, de rang eqüestre i conegut pels seus poemes elegíacs i lírics.
Havia nascut al municipi de Mevània a Úmbria, igual que Properci, el qual considerava un dels seus antecessors; d'aquí que incorporàs el nomen de Properci al seu nom. Plini considerava que la poesia del seu amic Passiè era la millor, i va fer moltes al·lusions als seus versos. També l'unia amistat amb Javolè Prisc.
S'ha identificat amb aquest personatge una inscripció trobada a Assís (no lluny de Mevània) que consisteix solament amb la dedicatòria: C. Passenno, C. f., Sergia [tribu], Paullo Propertio Blaeso, és a dir, '[dedicat a] Gai Passèn Paulus Properci Bles, fill de Gai, de la tribu Sèrgia'.